# Guineastrom

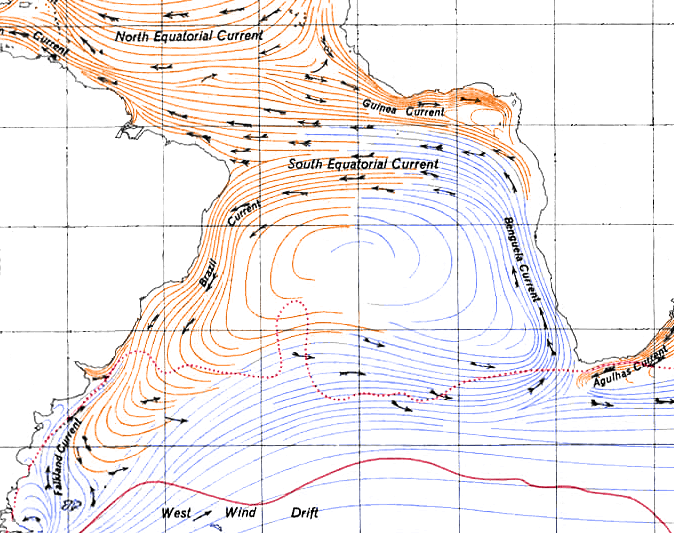
Guineastrom (engl. Guinea Current) in einer Strömungskarte des Atlantiks

Der Guineastrom ist eine nach Osten gerichtete warme Meeresströmung im Atlantischen Ozean vor der Südküste Westafrikas.
Der Guineastrom ist die äquatoriale Gegenströmung des Atlantiks. Vor dem äquatorialen Westafrika lässt er mit seinem warmen Wasser eine endlose Wolkendecke entstehen und ist mit bis zu fünf Metern Niederschlag pro Jahr für die feuchteste Gegend Afrikas verantwortlich.